# Arsuk
Arsuk er en grønlandsk bygd i Paamiut distrikt i Kommuneqarfik Sermersooq.

## Geografi
Arsuk ligger på den sydlige bred af en større fjordrig forlængelse af det grønlandske fastland. Mod nord ligger vartegnet, det 1418 m høje fjeld Kuunnaat, mod vest ligger bugten Paatusoq, mod øst bugten Eqaluit og mod syd sundet Torsukattak. På den anden side af fjorden ligger den store ø Arsuutaa (Arsuk Ø). Det kun 70 meter brede sund Ikerasaarsuk (Karsakken) mellem fastlandet og Arsuutaa forbinder fjorden med Ilorput (Arsukfjorden), ved hvis kyster ligger Ivittuut og Kangilinnguit. Distriktets eneste anden bosted, Paamiut, ligger omkring 110 kilometer nordvest. Arsuk er kommunens sydligste bygd.

## Historie

### 1800-tallet
Allerede i slutningen af 1700-tallet boede 136 mennesker i fjorden. Arsuk blev officielt grundlagt som udsted den 1. september 1805 af Jonas Jansen Berglund. Ifølge andre kilder blev det grundlagt allerede i 1803. Oprindeligt var stednavnet Putugoq („storetåen“), men blev omdøbt til Arsuk („den elskværdige“) i 1810, fordi beboerne fra den modsatte ø tog deres stednavn her med sig.
I 1812 blev befolkningen i Arsuk af Carl Ludwig Giesecke beskrevet som en af de vildeste i det sydlige Grønland.
I midten af 1800-tallet blev Ivittuut grundlagt øst for Arsuk. Mange europæere arbejdede i minen der og der opstod samkvem med beboerne i Arsuk. Som følge heraf blev kønssygdomme som syfilis ekstremt almindelige, så der blev bygget et hospital i 1882, hvilket var yderst usædvanligt for tiden. Indtil 1892 var der fast læge i Arsuk. Problemerne blev kun langsomt bedre og i 1912 blev det besluttet, at fremmede ikke måtte besøge Arsuk og at befolkningen i Arsuk heller ikke måtte forlade stedet. For at drive handel fik mænd lov til at opholde sig i Ivittuut i højst én dag. Arbejderne dér måtte heller ikke forlade Ivittuut.

### 1900-tallet
Fra 1911 var Arsuk en selvstændig kommune i Frederikshaab kolonidistrikt, som Ivittuut stadig hørte under. Det var en del af Sydgrønlands 6. landsrådskreds.
I 1918 boede der én europæer og 121 grønlændere i Arsuk, som boede i 15 huse. Som et resultat af de hyppige samkvem af kvinder fra Arsuk og arbejdere fra Ivittuut var et uforholdsmæssigt stort antal af befolkningen i Arsuk af europæisk afstamning. Husene var forholdsvis godt bygget, fordi befolkningen åbenbart havde økonomiske midler til at købe byggematerialer. Udstedsbestyrerens bolig var også ret stor på 112 m². Det var en bræddebeklædt bindingsværksbygning fra 1883 og havde fem værelser i stueetagen, hvoraf to var beregnet til lægen. Der var en butik på loftet. Der var et spækhus og proviantbutik bygget i 1885, som omfattede et kulskur og gedeskur. Skolekapellet var fra 1891. Det var lavet af træ og var 46 m² stort med en loftshøjde på 2,6 m. Det indeholdt et alter, en knæfaldsbænk, en prædikestol og et orgel. Skolelokalet lå på loftet og var 24 m² stort. Kapellet blev ledet af en uddannet kateket. Der var også en jordemoder i bygden. På grund af de begrænsede handelsmuligheder var der kun lidt kajakfangst i Arsuk, men der blev fanget fisk, fugle og rensdyr. Handelsdata tyder på, at beboerne i Arsuk var tre gange så velhavende som dem i Kuannit og mere end dobbelt så velhavende som dem i Narsalik.
Omkring 1920 blev der bygget flere pakhuse og et salteri i Arsuk. En kirke blev bygget i 1930 og en skole i 1934. Først i 1931 blev afspærringsreglerne omkring Arsuk og Ivittuut lempet. Ivittuut måtte stadigvæk kun besøges af befolkningen fra Arsuk i én dag, men ikke af andre, hvis de ikke havde en god grund til det. Kvinder måtte stadigvæk ikke besøge Ivittuut. Arbejderne i Ivittuut fik nu lov til at bevæge sig frit og Arsuk var også tilgængelig for alle igen. I 1942 byggede nogle arbejdere fra Ivittuut nogle huse til deres grønlandske familier 1,8 km øst for Arsuk. Denne boplads var ikke officiel og hed Suffi (Fortunahavn). I 1942 var der 20 indbyggere og i 1943 23. Efterfølgende blev Suffi betragtet som en del af Arsuk.
I 1950 blev Arsuk indlemmet i Paamiut Kommune. I 1950 var befolkningen steget til 328 mennesker, hvilket var usædvanligt højt for den tid og næsten svarede til en by. I 1953 blev der bygget en ny butik og en telestation og i 1954 et værksted. I 1958 blev der bygget en sygeplejerskestation og et forsamlingshus med biograf. En vaskeribygning er fra 1959. I 1960'erne blev skolen udvidet to gange på grund af den voksende befolkning. I 1965 blev der bygget en børnehave, og samme år blev der bygget et kraftværk til at forsyne offentlige faciliteter med elektricitet. I 1968 blev endnu en privat butik bygget.
I 1960 boede 358 mennesker i Arsuk og i 1970 376. Under fiskeriboomet var Arsuk en af de rigeste bygder i verden. Skolen blev udvidet i 1980, 1992 og 2001, selvom bestanden for længst var faldet kraftigt, fordi torsken og laksen var forsvundet. I 2009 blev Arsuk en del af Kommuneqarfik Sermersooq.
I nærheden af Arsuk findes stadig nordboruiner i form af bopladser og andre bygninger. Nordboerne var kommet hertil i senmiddelalderen og senere uddøde igen under uklare omstændigheder.
Blandt andet er digteren Kristian Olsen og politikeren Ruth Heilmann født i Arsuk.

## Lægerne i Arsuk
Følgende læger var ansat i Arsuk:
- 1882–1885: Balduin Fernando Sørensen
- 1886–1887: Carl Lorentzen
- 1887–1888: Poul Johannes Østerbye
- 1889–1890: Thomas Neergaard Krabbe
- 1891–1892: Waldemar Nielsen-Seest
- 1893: Otto Helms

## Arsuk i dag
I 2024 havde Arsuk kun 69 indbygger tilbage. Arsuk lever af fiskeriet. Der er en fiskefabrik til dette formål. Arsuk er også det næstnordligste sted med fårehold i Grønland. Andre indtægtskilder omfatter turisme og kunsthåndværk. Transport foregår til fods eller med atv'er og snescootere. Der er også flyforbindelse til Qaqortoq via Arsuk heliport. Affald dumpes og brændes i affaldsforbrændingsanlægget, der åbnede i 1999, mens spildevand udledes i havet. Nukissiorfiit forsyner beboerne med el og vand. Tusass er ansvarlig for telekommunikationen. Der er et alderdomshjem i Arsuk, en børnehave siden 1990 og en servicebygning siden 1987 såvel som en Pilersuisoq-butik. Skolen Arsuup Atuarfia, bygget i 1934, huser biblioteket og underviser elever op til 10. klassetrin. Kirken er fra 1930. Forsamlingshuset og sygeplejerskestationen er opført i 1958. Der er en fodboldbane og mulighed for at spille badminton. Fodboldklubben Pamêĸ-45 Arsuk, grundlagt i 1945, deltog ved Grønlands Fodboldmesterskab flere gange indtil 1990'erne.